# Stanley-Cup-Playoffs 1972
Die Playoffs um den Stanley Cup des Jahres 1972 begannen am 5. April 1972 und endeten am 11. Mai 1972 mit dem 4:2-Sieg der Boston Bruins gegen die New York Rangers. Die Bruins gewannen somit ihren insgesamt fünften Titel der Franchise-Geschichte und zugleich ihren zweiten in den letzten drei Jahren, nachdem sie bereits 1970 erfolgreich waren. Wie bereits 1970 erhielt Bobby Orr auch in diesem Jahr die Conn Smythe Trophy als Most Valuable Player und wurde somit zum ersten Spieler der NHL-Historie, der diese Auszeichnung zweimal bekam. Zudem führte Orr gemeinsam mit seinem Teamkollegen Phil Esposito die Scorerliste der post-season an. Die New York Rangers hingegen bestritten ihr erstes Stanley-Cup-Finale seit 1950 und mussten in ihrem insgesamt achten Endspiel die fünfte Niederlage hinnehmen.

## Modus
Für die Playoffs qualifizierten sich die jeweils vier besten Teams der Eastern und der Western Division. Im Viertelfinale standen sich zuerst innerhalb einer jeden Division der Erste und der Vierte sowie der Zweite und der Dritte der Setzliste gegenüber. Diese Paarungen wurden gegenüber dem letzten Jahr verändert, als noch Erster gegen Dritter und Zweiter gegen Vierter spielte, da die Minnesota North Stars scheinbar absichtlich die letzten Spiele verloren, um Vierter statt Dritter zu werden und somit einen vermeintlich einfacheren ersten Gegner zu haben. Die Halbfinals wurden zwischen den Divisionen ausgetragen, so traf die höher gesetzte Mannschaft aus dem Osten auf die niedriger gesetzte Mannschaft aus dem Westen und analog dazu das höher gesetzte Team aus dem Westen auf das niedriger gesetzte Team aus dem Osten. Anschließend folgte das Stanley-Cup-Finale.
Alle Serien wurden dabei im Best-of-Seven-Modus ausgetragen, das heißt, dass ein Team vier Siege zum Weiterkommen benötigte. Das höher gesetzte Team hatte dabei in den ersten beiden Spielen Heimrecht, die nächsten beiden das gegnerische Team. Sollte bis dahin kein Sieger aus der Runde hervorgegangen sein, wechselte das Heimrecht von Spiel zu Spiel. So hatte die höher gesetzte Mannschaft in den Spielen 1, 2, 5 und 7, also vier der maximal sieben Spiele, einen Heimvorteil.
Bei Spielen, die nach der regulären Spielzeit von 60 Minuten unentschieden blieben, folgte die Overtime. Sie endete durch das erste erzielte Tor (Sudden Death).

## Qualifizierte Teams
| Eastern Division - (E1) Boston Bruins - (E2) New York Rangers - (E3) Canadiens de Montréal - (E4) Toronto Maple Leafs | Western Division - (W1) Chicago Black Hawks - (W2) St. Louis Blues - (W3) Minnesota North Stars - (W4) Pittsburgh Penguins |

## Playoff-Baum
| Viertelfinale | Viertelfinale         | Viertelfinale    |    |                       | Halbfinale | Halbfinale | Halbfinale |  |  | Stanley-Cup-Finale | Stanley-Cup-Finale | Stanley-Cup-Finale |
|               |                       |                  |    |                       |            |            |            |  |  |                    |                    |                    |
| E1            | Boston Bruins         | 4                |    |                       |            |            |            |  |  |                    |                    |                    |
| E4            | Toronto Maple Leafs   | 1                |    |                       |            |            |            |  |  |                    |                    |                    |
| E4            | Toronto Maple Leafs   | 1                | E1 | Boston Bruins         | 4          |            |            |  |  |                    |                    |                    |
|               |                       |                  | E1 | Boston Bruins         | 4          |            |            |  |  |                    |                    |                    |
|               | W3                    | St. Louis Blues  | 0  |                       |            |            |            |  |  |                    |                    |                    |
| W2            | W3                    | St. Louis Blues  | 0  | Minnesota North Stars | 3          |            |            |  |  |                    |                    |                    |
| W2            |                       |                  |    | Minnesota North Stars | 3          |            |            |  |  |                    |                    |                    |
| W3            | St. Louis Blues       | 4                |    |                       |            |            |            |  |  |                    |                    |                    |
| W3            | St. Louis Blues       | 4                | E1 | Boston Bruins         | 4          |            |            |  |  |                    |                    |                    |
|               |                       |                  |    | Boston Bruins         | 4          |            |            |  |  |                    |                    |                    |
|               | E2                    | New York Rangers | 2  |                       |            |            |            |  |  |                    |                    |                    |
| W1            | E2                    | New York Rangers | 2  | Chicago Black Hawks   | 4          |            |            |  |  |                    |                    |                    |
| W1            |                       |                  |    | Chicago Black Hawks   | 4          |            |            |  |  |                    |                    |                    |
| W4            | Pittsburgh Penguins   | 0                |    |                       |            |            |            |  |  |                    |                    |                    |
| W4            | Pittsburgh Penguins   | 0                | W1 | Chicago Black Hawks   | 0          |            |            |  |  |                    |                    |                    |
|               |                       |                  | W1 | Chicago Black Hawks   | 0          |            |            |  |  |                    |                    |                    |
|               | E2                    | New York Rangers | 4  |                       |            |            |            |  |  |                    |                    |                    |
| E2            | E2                    | New York Rangers | 4  | New York Rangers      | 4          |            |            |  |  |                    |                    |                    |
| E2            |                       |                  |    | New York Rangers      | 4          |            |            |  |  |                    |                    |                    |
| E3            | Canadiens de Montréal | 2                |    |                       |            |            |            |  |  |                    |                    |                    |

## Viertelfinale

### (E1) Boston Bruins – (E4) Toronto Maple Leafs
| 5. April 1972 | Boston Bruins Phil Esposito (37:24) Phil Esposito (39:24) Don Marcotte (43:47) John McKenzie (55:27) Fred Stanfield (55:38) | 5:0 (0:0, 2:0, 3:0) Spielbericht Stand: 1:0 | Toronto Maple Leafs | Boston Garden, Boston, Massachusetts Zuschauer: 14.995 |

| 6. April 1972 | Boston Bruins Fred Stanfield (7:23) Phil Esposito (14:01) Johnny Bucyk (24:27) | 3:4 n. V. (2:0, 1:2, 0:1, 0:1) Spielbericht Stand: 1:1 | Toronto Maple Leafs Dave Keon (21:23) Jim McKenny (23:47) Guy Trottier (49:42) Jim Harrison (62:58) | Boston Garden, Boston, Massachusetts Zuschauer: 14.995 |

| 8. April 1972 | Toronto Maple Leafs | 0:2 (0:0, 0:1, 0:1) Spielbericht Stand: 1:2 | Boston Bruins Mike Walton (38:38) Bobby Orr (41:24) | Maple Leaf Gardens, Toronto, Ontario Zuschauer: 16.485 |

| 9. April 1972 | Toronto Maple Leafs Dave Keon (17:45) Ron Ellis (31:11) Jim McKenny (37:57) Paul Henderson (44:50) | 4:5 (1:1, 2:0, 1:4) Spielbericht Stand: 1:3 | Boston Bruins Johnny Bucyk (16:36) Ken Hodge (41:15) Ed Westfall (48:03) Phil Esposito (49:49) Ken Hodge (56:11) | Maple Leaf Gardens, Toronto, Ontario Zuschauer: 16.485 |

| 11. April 1972 | Boston Bruins Fred Stanfield (15:42) John McKenzie (25:18) Ken Hodge (47:38) | 3:2 (1:1, 1:0, 1:1) Spielbericht Stand: 4:1 | Toronto Maple Leafs Jim McKenny (11:12) Norm Ullman (46:09) | Boston Garden, Boston, Massachusetts Zuschauer: 14.995 |

### (E2) New York Rangers – (E3) Canadiens de Montréal
| 5. April 1972 | New York Rangers Bill Fairbairn (16:30) Vic Hadfield (19:32) Vic Hadfield (52:43) | 3:2 (2:1, 0:0, 1:1) Spielbericht Stand: 1:0 | Canadiens de Montréal Claude Larose (18:55) Frank Mahovlich (47:48) | Madison Square Garden, New York City, New York Zuschauer: 17.250 |

| 6. April 1972 | New York Rangers Dale Rolfe (7:45) Ron Stewart (10:26) Bill Fairbairn (40:20) Walt Tkaczuk (55:34) Ted Irvine (58:57) | 5:2 (2:1, 0:1, 3:0) Spielbericht Stand: 2:0 | Canadiens de Montréal Guy Lafleur (6:05) Claude Larose (22:29) | Madison Square Garden, New York City, New York Zuschauer: 17.250 |

| 8. April 1972 | Canadiens de Montréal Frank Mahovlich (27:18) Marc Tardif (38:13) | 2:1 (0:0, 2:0, 0:1) Spielbericht Stand: 1:2 | New York Rangers Ron Stewart (47:21) | Forum de Montréal, Montréal, Québec Zuschauer: 18.552 |

| 9. April 1972 | Canadiens de Montréal Jacques Lemaire (11:22) Marc Tardif (18:15) Yvan Cournoyer (33:21) Terry Harper (45:48) | 4:6 (2:4, 1:0, 1:2) Spielbericht Stand: 1:3 | New York Rangers Bill Fairbairn (4:47) Bobby Rousseau (7:24) Bobby Rousseau (13:48) Vic Hadfield (19:41) Pete Stemkowski (54:55) Ted Irvine (59:26) | Forum de Montréal, Montréal, Québec Zuschauer: 17.661 |

| 11. April 1972 | New York Rangers Vic Hadfield (24:24) | 1:2 (0:0, 1:1, 0:1) Spielbericht Stand: 3:2 | Canadiens de Montréal Frank Mahovlich (26:53) Jim Roberts (43:12) | Madison Square Garden, New York City, New York Zuschauer: 17.250 |

| 13. April 1972 | Canadiens de Montréal Yvan Cournoyer (11:32) Jacques Lemaire (34:48) | 2:3 (1:1, 1:1, 0:1) Spielbericht Stand: 2:4 | New York Rangers Bill Fairbairn (9:31) Bill Fairbairn (29:33) Walt Tkaczuk (40:29) | Forum de Montréal, Montréal, Québec Zuschauer: 18.196 |

### (W1) Chicago Black Hawks – (W4) Pittsburgh Penguins
| 5. April 1972 | Chicago Black Hawks Pit Martin (15:09) Jim Pappin (43:25) Pit Martin (56:37) | 3:1 (1:1, 0:0, 2:0) Spielbericht Stand: 1:0 | Pittsburgh Penguins Bob Leiter (1:25) | Chicago Stadium, Chicago, Illinois Zuschauer: 16.666 |

| 6. April 1972 | Chicago Black Hawks Pit Martin (0:35) J. P. Bordeleau (5:52) Chico Maki (51:17) | 3:2 (2:0, 0:1, 1:1) Spielbericht Stand: 2:0 | Pittsburgh Penguins Jean Pronovost (30:51) Bob Leiter (52:45) | Chicago Stadium, Chicago, Illinois Zuschauer: 16.666 |

| 8. April 1972 | Pittsburgh Penguins | 0:2 (0:0, 0:1, 0:1) Spielbericht Stand: 0:3 | Chicago Black Hawks J. P. Bordeleau (25:33) Stan Mikita (52:41) | Civic Arena, Pittsburgh, Pennsylvania Zuschauer: 13.100 |

| 9. April 1972 | Pittsburgh Penguins Ken Schinkel (29:13) Syl Apps (34:10) Ken Schinkel (37:19) Ron Schock (39:30) Bob Leiter (57:52) | 5:6 n. V. (0:1, 4:1, 1:3, 0:1) Spielbericht Stand: 0:4 | Chicago Black Hawks Jim Pappin (3:08) Bobby Hull (36:40) Bobby Hull (41:22) Bobby Hull (51:28) Bobby Hull (55:38) Pit Martin (60:12) | Civic Arena, Pittsburgh, Pennsylvania Zuschauer: 12.415 |

### (W2) Minnesota North Stars – (W3) St. Louis Blues
| 5. April 1972 | Minnesota North Stars Dean Prentice (14:25) Dean Prentice (44:19) Bob Nevin (52:01) | 3:0 (1:0, 0:0, 2:0) Spielbericht Stand: 1:0 | St. Louis Blues | Metropolitan Sports Center, Bloomington, Minnesota Zuschauer: 16.482 |

| 6. April 1972 | Minnesota North Stars Doug Mohns (2:51) Jean-Paul Parisé (24:27) Danny Grant (27:38) Jude Drouin (41:45) Dean Prentice (51:32) Bill Goldsworthy (61:36) | 6:5 n. V. (1:1, 2:2, 2:2, 1:0) Spielbericht Stand: 2:0 | St. Louis Blues Frank St. Marseille (12:14) Frank St. Marseille (22:00) Frank St. Marseille (25:38) Garry Unger (48:05) Phil Roberto (50:59) | Metropolitan Sports Center, Bloomington, Minnesota Zuschauer: 15.755 |

| 8. April 1972 | St. Louis Blues Phil Roberto (9:28) Phil Roberto (30:07) | 2:1 (1:0, 1:0, 0:1) Spielbericht Stand: 1:2 | Minnesota North Stars Jude Drouin (40:40) | St. Louis Arena, St. Louis, Missouri Zuschauer: 18.822 |

| 9. April 1972 | St. Louis Blues Phil Roberto (32:12) Kevin O’Shea (27:38) Barclay Plager (51:50) | 3:2 (0:1, 2:1, 1:0) Spielbericht Stand: 2:2 | Minnesota North Stars Jude Drouin (10:56) Danny Grant (20:31) | St. Louis Arena, St. Louis, Missouri Zuschauer: 17.576 |

| 11. April 1972 | Minnesota North Stars Barry Gibbs (1:42) Tom Reid (17:55) Jean-Paul Parisé (42:55) Jude Drouin (45:45) | 4:3 (2:2, 0:1, 2:0) Spielbericht Stand: 3:2 | St. Louis Blues Gary Sabourin (16:34) Phil Roberto (19:59) Garry Unger (39:34) | Metropolitan Sports Center, Bloomington, Minnesota Zuschauer: 15.706 |

| 13. April 1972 | St. Louis Blues Phil Roberto (3:04) Bob Plager (6:21) Garry Unger (31:07) Jack Egers (56:13) | 4:2 (2:1, 1:0, 1:1) Spielbericht Stand: 3:3 | Minnesota North Stars Bill Goldsworthy (4:03) Jean-Paul Parisé (55:01) | St. Louis Arena, St. Louis, Missouri Zuschauer: 19.008 |

| 16. April 1972 | Minnesota North Stars Charlie Burns (40:15) | 1:2 n. V. (0:1, 0:0, 1:0, 0:1) Spielbericht Stand: 3:4 | St. Louis Blues Gary Sabourin (12:04) Kevin O’Shea (70:07) | Metropolitan Sports Center, Bloomington, Minnesota Zuschauer: 15.635 |

## Halbfinale

### (E1) Boston Bruins – (W3) St. Louis Blues
| 18. April 1972 | Boston Bruins Fred Stanfield (4:22) Mike Walton (11:03) Johnny Bucyk (17:27) Fred Stanfield (30:48) Fred Stanfield (39:32) Phil Esposito (54:55) | 6:1 (3:1, 2:0, 1:0) Spielbericht Stand: 1:0 | St. Louis Blues Garry Unger (3:18) | Boston Garden, Boston, Massachusetts Zuschauer: 14.995 |

| 20. April 1972 | Boston Bruins Johnny Bucyk (7:17) Phil Esposito (8:39) Ed Westfall (9:54) Garnet Bailey (26:33) John McKenzie (29:27) Johnny Bucyk (43:47) Mike Walton (50:34) Don Marcotte (54:29) Johnny Bucyk (56:07) Ed Westfall (56:47) | 10:2 (3:0, 2:0, 5:2) Spielbericht Stand: 2:0 | St. Louis Blues Mike Murphy (44:37) Phil Roberto (45:26) | Boston Garden, Boston, Massachusetts Zuschauer: 14.995 |

| 23. April 1972 | St. Louis Blues Mike Murphy (2:05) Gary Sabourin (58:15) | 2:7 (1:3, 0:3, 1:1) Spielbericht Stand: 0:3 | Boston Bruins Ed Westfall (8:40) John McKenzie (10:36) Phil Esposito (19:42) Mike Walton (22:58) Ken Hodge (26:28) John McKenzie (31:12) Mike Walton (51:09) | St. Louis Arena, St. Louis, Missouri Zuschauer: 17.941 |

| 25. April 1972 | St. Louis Blues Terry Crisp (18:16) André Dupont (49:50) Chris Evans (55:25) | 3:5 (1:2, 0:2, 2:1) Spielbericht Stand: 0:4 | Boston Bruins Phil Esposito (1:29) Johnny Bucyk (9:27) Johnny Bucyk (24:44) Phil Esposito (37:53) Wayne Cashman (59:22) | St. Louis Arena, St. Louis, Missouri Zuschauer: 18.610 |

### (W1) Chicago Black Hawks – (E2) New York Rangers
| 16. April 1972 | Chicago Black Hawks Stan Mikita (52:30) J. P. Bordeleau (54:40) | 2:3 (0:1, 0:2, 2:0) Spielbericht Stand: 0:1 | New York Rangers Ted Irvine (12:51) Brad Park (36:07) Walt Tkaczuk (36:42) | Chicago Stadium, Chicago, Illinois Zuschauer: 20.000 |

| 18. April 1972 | Chicago Black Hawks Dennis Hull (9:46) Stan Mikita (34:15) Pat Stapleton (46:17) | 3:5 (1:1, 1:0, 1:4) Spielbericht Stand: 0:2 | New York Rangers Vic Hadfield (14:38) Rod Gilbert (40:54) Brad Park (48:15) Rod Gilbert (52:36) Pete Stemkowski (59:51) | Chicago Stadium, Chicago, Illinois Zuschauer: 16.666 |

| 20. April 1972 | New York Rangers Pete Stemkowski (17:31) Bruce MacGregor (26:20) Dale Rolfe (30:56) | 3:2 (1:1, 2:1, 0:0) Spielbericht Stand: 3:0 | Chicago Black Hawks Dennis Hull (5:12) Dennis Hull (29:49) | Madison Square Garden, New York City, New York Zuschauer: 17.250 |

| 23. April 1972 | New York Rangers Phil Goyette (5:49) Bobby Rousseau (15:32) Rod Gilbert (24:37) Vic Hadfield (36:25) Gene Carr (38:22) Bobby Rousseau (43:40) | 6:2 (2:1, 3:1, 1:0) Spielbericht Stand: 4:0 | Chicago Black Hawks Bobby Hull (5:37) Pat Stapleton (32:10) | Madison Square Garden, New York City, New York Zuschauer: 17.250 |

## Stanley-Cup-Finale

### (E1) Boston Bruins – (E2) New York Rangers
| 30. April 1972 | Boston Bruins Fred Stanfield (5:07) Ken Hodge (15:48) Derek Sanderson (17:29) Ken Hodge (18:14) Ken Hodge (30:46) Garnet Bailey (57:44) | 6:5 (4:1, 1:1, 1:3) Spielbericht Stand: 1:0 | New York Rangers Dale Rolfe (3:52) Rod Gilbert (31:54) Vic Hadfield (41:56) Walt Tkaczuk (47:48) Bruce MacGregor (49:17) | Boston Garden, Boston, Massachusetts Zuschauer: 14.995 |

| 2. Mai 1972 | Boston Bruins Johnny Bucyk (16:15) Ken Hodge (51:53) | 2:1 (1:0, 0:1, 1:0) Spielbericht Stand: 2:0 | New York Rangers Rod Gilbert (27:23) | Boston Garden, Boston, Massachusetts Zuschauer: 14.995 |

| 4. Mai 1972 | New York Rangers Brad Park (1:22) Rod Gilbert (11:19) Brad Park (13:00) Rod Gilbert (23:46) Pete Stemkowski (39:23) | 5:2 (3:1, 2:1, 0:0) Spielbericht Stand: 1:2 | Boston Bruins Mike Walton (14:04) Bobby Orr (21:10) | Madison Square Garden, New York City, New York Zuschauer: 17.250 |

| 7. Mai 1972 | New York Rangers Ted Irvine (38:38) Rod Seiling (58:35) | 2:3 (0:2, 1:1, 1:0) Spielbericht Stand: 1:3 | Boston Bruins Bobby Orr (5:26) Bobby Orr (8:17) Don Marcotte (36:33) | Madison Square Garden, New York City, New York Zuschauer: 17.250 |

| 9. Mai 1972 | Boston Bruins Wayne Cashman (3:55) Ken Hodge (16:07) | 2:3 (2:1, 0:0, 0:2) Spielbericht Stand: 3:2 | New York Rangers Dale Rolfe (13:45) Bobby Rousseau (42:56) Bobby Rousseau (52:45) | Boston Garden, Boston, Massachusetts Zuschauer: 14.995 |

| 11. Mai 1972 | New York Rangers | 0:3 (0:1, 0:0, 0:2) Spielbericht Stand: 2:4 | Boston Bruins Bobby Orr (11:18) Wayne Cashman (45:10) Wayne Cashman (58:11) | Madison Square Garden, New York City, New York Zuschauer: 17.250 |

### Stanley-Cup-Sieger
| Stanley-Cup-Sieger Boston Bruins | Torhüter: Gerry Cheevers, Eddie Johnston Verteidiger: Don Awrey, Ted Green, Bobby Orr, Dallas Smith, Carol Vadnais Angreifer: Garnet Bailey, Johnny Bucyk, Wayne Cashman, Phil Esposito, Ken Hodge, Don Marcotte, John McKenzie, Derek Sanderson, Fred Stanfield, Mike Walton, Ed Westfall Cheftrainer: Tom Johnson General Manager: Milt Schmidt |

## Beste Scorer
Abkürzungen: GP = Spiele, G = Tore, A = Assists, Pts = Punkte, +/− = Plus/Minus, PIM = Strafminuten; Fett: Bestwert
| Spieler        | Team       | GP | G | A  | Pts | +/− | PIM |
| -------------- | ---------- | -- | - | -- | --- | --- | --- |
| Phil Esposito  | Boston     | 15 | 9 | 15 | 24  | +16 | 24  |
| Bobby Orr      | Boston     | 15 | 5 | 19 | 24  | +20 | 19  |
| Johnny Bucyk   | Boston     | 15 | 9 | 11 | 20  | +6  | 6   |
| Ken Hodge      | Boston     | 15 | 9 | 8  | 17  | +10 | 62  |
| Bobby Rousseau | NY Rangers | 16 | 6 | 11 | 17  | +4  | 7   |
| John McKenzie  | Boston     | 15 | 5 | 12 | 17  | +9  | 37  |
| Fred Stanfield | Boston     | 15 | 7 | 9  | 16  | +6  | 0   |
| Vic Hadfield   | NY Rangers | 16 | 7 | 9  | 16  | +3  | 22  |
| Rod Gilbert    | NY Rangers | 16 | 7 | 8  | 15  | +2  | 11  |
| Phil Roberto   | St. Louis  | 11 | 7 | 6  | 13  | −8  | 29  |

Die beste Plus/Minus-Statistik erreichte Dallas Smith von den Boston Bruins mit einem Wert von +21.

## Beste Torhüter
Die kombinierte Tabelle zeigt die jeweils drei besten Torhüter in den Kategorien Gegentorschnitt und Fangquote sowie die jeweils Führenden in den Kategorien Shutouts und Siege.
Abkürzungen: GP = Spiele, Min = Eiszeit (in Minuten), W = Siege, L = Niederlagen, GA = Gegentore, SO = Shutouts, Sv% = gehaltene Schüsse (in %), GAA = Gegentorschnitt; Fett: Bestwert; Sortiert nach Gegentorschnitt.
Erfasst werden nur Torhüter mit 180 absolvierten Spielminuten.
| Spieler          | Team       | GP | Min    | W | L | GA | SO | Sv%  | GAA  |
| ---------------- | ---------- | -- | ------ | - | - | -- | -- | ---- | ---- |
| Eddie Johnston   | Boston     | 7  | 419:20 | 6 | 1 | 13 | 1  | 93,6 | 1,86 |
| Gump Worsley     | Minnesota  | 4  | 193:10 | 2 | 1 | 7  | 1  | 93,5 | 2,17 |
| Gilles Villemure | NY Rangers | 6  | 359:13 | 4 | 2 | 14 | 0  | 91,9 | 2,34 |
| Gerry Cheevers   | Boston     | 8  | 482:33 | 6 | 2 | 21 | 2  | 91,5 | 2,61 |
| Eddie Giacomin   | NY Rangers | 10 | 595:37 | 6 | 4 | 27 | 0  | 90,2 | 2,72 |